# چی

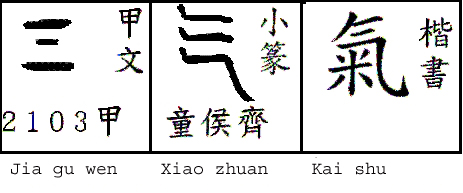

چی (به چینی: 気) در فرهنگ سنتی چین و حوزه فرهنگی شرق آسیا، همچنین qi یا ch'i باور بر این است که نیروی حیاتی بخشی از هر موجود زنده است. این واژه در کره‌ای گی و در ژاپنی کی تلفظ می‌شود. چی بیشتر به انرژی حیاتی یا به سادگی به عنوان «انرژی» ترجمه می‌شود و ترجمه تحت‌اللفظی آن هَوا و نَفَس و بخار است. چی اصل اساسی در طب سنتی چینی و در هنرهای رزمی چینی است. تمرین تزکیه و متعادل کردن چی چی گونگ نامیده می‌شود.
باورمندان به چی آن را در جایگاه یک نیروی حیاتی توصیف می‌کنند که جریان آن برای تندرستی باید بلامانع باشد. چی یک مفهوم شبه‌علمی و پذیرفته نشده‌است و با مفهوم انرژی مورد استفاده در علم ارتباطی ندارد (انرژی خود یک مفهوم علمی متروک است). تاریخ‌دانِ پزشکی در چین، پل یو. اونشولد، می‌افزاید که "هیچ مدرکی دال بر مفهوم "انرژی" - چه به معنای کاملاً فیزیکی و چه حتی به معنای محاوره‌ای‌تر - در هیچ‌کجای نظریه پزشکی چینی وجود ندارد.
به باور طب سوزنی، ریشه هر بیماری در اختلالات بوجود آمده در الگوی انرژی حیاتی بدن، که به آن چی (Qi) گفته می‌شود، نهفته است. انرژی چی نوعی نیروی الکترومغناطیسی است که در سراسر بدن جریان دارد و سلامت بدن به جریان منظم و روان این انرژی وابسته است. وقتی چی در بدن به طور منظم و طبیعی جریان داشته باشد، یاخته‌ها و سیستم ایمنی بدن در بالاترین سطح عملکرد خود هستند و بدن به طور طبیعی در برابر عوامل بیماری‌زا مقاومت می‌کند.